# スウィーティー (ラッパー)
- サウィーティー

スウィーティー（Saweetie、英語発音: /səˈwiːti/、本名: Diamonté Quiava Valentin Harper、 1993年7月2日 - ）は、アメリカ合衆国ヘイワード出身のラッパー、ソングライター。デビューシングル「ICY GRL」で注目を集め、レコードレーベルWarner RecordsとArtistry Worldwideと契約。2018年3月16日にデビューEPである『High Maintenance』をリリースした。2019年3月には2枚目のEP『Icy』をリリースし、収録シングル「My Type」はBillboard Hot 100で21位を記録した。

## 生い立ち
1993年7月2日、カリフォルニア州ヘイワードでフィリピン人と中国人のハーフの母とアフリカ系アメリカ人の父の間に生まれた。14歳のころから曲を書き始めたが、本格的に曲を作り始めたのはラッパーのニッキー・ミナージュに触発されたことがきっかけ。高校を卒業後、サンディエゴ州立大学に入学しコミュニケーションとビジネスを専攻。その後、南カリフォルニア大学に編入しコミュニケーションの学士号を取得した。そして、大学を卒業後ラッパーとしてのキャリアに注力し始める。

## 経歴

### 2016年 - 2018年：活動の開始と『High Maintenance』
2016年、InstagramアカウントにKhiaの「My Neck, My Back (Lick It)」のビートに乗せたラップを投稿（この曲は後に「ICY GRL」というタイトルがつけられる）。2017年夏にこの曲が彼女のSoundCloudアカウントでリリースされると、後に彼女のマネージャーとなる音楽プロデューサーおよびA&RエグゼクティブのMax Gousseの目に留まることになる。また、この曲はインターネット上でも注目を集め、ミュージックビデオはYouTubeで1億回を超える再生回数を記録した。
「ICY GRL」のヒットに続き、同じ月にフリースタイルラップ「High Maintenance」をリリースした。この曲には彼女がキッチンでラップをしている様子を収めたショートクリップも添付されており、これはInstagramやTwitterで話題を呼んだ。同年10月には、DRAMの「Gilligan」をサンプリングした曲「Focus」のビデオをリリースした。
2018年1月、彼女はTIDALの今週のアーティストに選出され、Pigeons＆Planesの今月のベストニューアーティストの1人にも選ばれた。2月には、第52回スーパーボウル中に放送されたリアーナの化粧品ブランドFenty Beautyのテレビコマーシャルで主演の1人を演じた。同月、Warner RecordsおよびマネージャーであるMax Gousseが代表を務めるレコードレーベルArtistry Worldwideと契約を結んだ。
レーベル契約に続き、2018年3月16日、初のEPとなる『High Maintenance (ハイ・メンテナンス)』をリリースした。シングル「ICY GRL」は同年6月にアメリカで50万枚相当を販売したことを意味するゴールド認定を受けた。2019年9月には100万枚相当の販売を意味するプラチナ認定を受けた。

### 2019年 - 現在：『Icy』と『Pretty Bitch Music』
2019年3月29日、2枚目のEP『Icy (アイシー)』をリリースした。EPの最初のシングル「My Type」はBillboard Hot 100で81位でデビューし、同チャートでの初めてのランクインを果たした。その後、曲は21位でピークを迎え、彼女の初のトップ40ヒットとなった。 2019年8月23日には、ジェネイ・アイコとシティ・ガールズを客演に迎えたリミックスがリリースされた。
2020年6月20日、発売予定のデビューアルバム『Pretty Bitch Music (プリティ・ビッチ・ミュージック)』からリードシングル「Tap In」をリリースした。この曲はBillboard Hot 100で最高20位を記録し、同チャートで初のトップ20ヒットとなったほか、初のチャートインとなるUKシングルチャートでも最高38位を記録した。7月2日にはアルバムのプロモーションシングルである「Pretty Bitch Freestyle」を発表した。
7月31日、ラッパーのTay Moneyの曲「Bussin 2.0」でフィーチャーされ、同じ日に曲のミュージックビデオが公開された。 8月6日、エイバ・マックスの曲「Kings & Queens, Pt.2」でラウヴと一緒にフィーチャーされた。10月23日、ジェネイ・アイコをフィーチャーした「Back to the Streets」をリリースし、これが『Pretty Bitch Music』からの2枚目のシングルとなった。

## 私生活
2018年から2021年までラッパーのクエイヴォと付き合っていた。。
女優のガブリエル・ユニオンは従姉妹であり、祖父にはフットボールチーム、サンフランシスコ・フォーティナイナーズで活躍したウィリー・ハーパーがいる。
バスケットボールチーム、サクラメント・キングスのファンである。

## ディスコグラフィ
- Pretty Bitch Music (2021年)